# Ripple Effect
Ripple Effect, conocida también como Efecto dominó, es una película dramática de 2007. Fue escrita, dirigida, producida y protagonizada por Philippe Caland, junto a Forest Whitaker, Virginia Madsen y Minnie Driver. Fue rodada en Santa Clarita, California.

## Sinopsis
El diseñador Amer Atrash (Philippe Caland), al borde del éxito en su trabajo, entra en un estado de crisis que amenaza con terminar tanto con su matrimonio como también con su carrera profesional en el negocio de la moda. Atribuyéndole su mala suerte al mal karma, causado por una equivocación cometida 15 años atrás: Amer, quien en ese momento se encontraba en EE. UU. como ciudadano ilegal, atropelló sin intención a un hombre mientras conducía durante la noche, pero al asustarse, huyó. Amer quiere compensar su daño, lo que ayudará a que despierten en él nuevas experiencias.

## Reparto
- Philippe Caland - Amer Atrash
- Forest Whitaker - Philip
- Virginia Madsen - Sherry
- Minnie Driver - Kitty
- Kali Rocha - Alex
- John Billingsley - Brad
- Jerry Katell - Gordon
- Orlando Seale - Brian
- Kip Pardue - Tyler
- Betsy Clark - Amy
- Joanna Krupa - Victoria
- Ken Sylk - Ronald
- Robin Arcuri - Andrea
- Denise Crosby - Esposa de Ronald
- Elena Satine - Sophia